# 安德·维京
安德鲁·维京（Andrew Wiggin），昵称“安德”(Ender)，是高产科幻作家奥森·斯科特·卡德的最著名作品安德的游戏主角，以及续作《死者代言人》、《屠异》、《意念之子》和平行作品《安德的影子》、《霸主的影子》等等小说的主人公或者出场人物。
安德的游戏的背景设定在不久的将来，人类开始即将和因类似昆虫而被称为虫族（Formics）的外星生物决战的时候。

## 安德的游戏
安德是维京家第三个，也是最小的孩子。在当时严格的一家两个孩子的政策下，他被特许出生，因为培养对付虫族的指挥官的计划注意到他的哥哥和姐姐都具有超常的能力，但是还不足以成为理想的战斗指挥官。安德因此也被认为会是神童，可能成为理想的指挥官。
在六岁的时候，安德被送往位于地球轨道的训练少年军事天才的战斗学校。他接受和其他学生一样的教育，但是校方认为安德就是他们可以找到的最好的超级指挥官，所以经常歪曲或者违反校规来保证安德不仅学到了必要的技能，并且掌握达成他们的目标所需的正确训练和人物特性。这也经常导致对安德的不公或者虐待。
安德对课程不感兴趣。他的主要兴趣在于学校训练的最重要的一环，零重力竞技场中使用无害但是可以冻结训练服的激光进行的组队战斗游戏，这也是书名的来源。他成为了一个战斗大师，之后成为了一个战略家，最终被任命为新组建的飞龙战队的指挥官。他在学校交到了一些朋友和熟人，包括“比恩”朱里安·戴尔菲科、阿莱、沈、佩查·阿卡利、丁·米克、疯子汤姆、热汤（韩楚）、弗拉德、“苍蝇”莫洛、达坡、卡恩·卡比等等。
在提前从战斗学校毕业之后，安德跳过了战术学校和初级指挥学校，直接进入了位于爱神星的高级指挥学校。在这里他在模拟器上进行训练，但是实际上后期的训练是在他不知情的情况下指挥真实的宇宙战争。这也是书名的另一个来源。在掌握了常规战斗之后，训练游戏从直接控制转成指挥他以前的部下或朋友来作战，而对手是前一次虫族战争中人类的救世主马泽·雷汉，一个接受近光速旅行而延长了生命的老练指挥官。
和安德信赖的部下一道，他经历了一系列严酷的模拟战斗，虽然每次都获胜，但是这些将他推至心理和精神的极限。最终的战斗是要在虫族的母星上挑战不可能性，在这种条件下安德终于崩溃了。为了避免失败，他违反了不得使用毁灭性武器设备医生的命令，毁灭了虫族的母星，以及所有已知的虫族。在他被告知实际上每场面对马泽·雷汉的模拟战斗都是真实的，他指挥了真实的驾驶员，摧毁了真实的舰队，并且刚刚毁灭了整个虫族（这个事件最终以种族灭绝而闻名）时，安德开始为它对外星生物的胜利感到后悔，并且编写了关于一本外星生物的书以赎罪。
在和姐姐瓦伦蒂·维京前往建立人类第一个外星殖民地的路上，安德在最近的虫族占据过的小行星上发现了一个为他布置的环境，其中的场景是虫族通过通心术从他在战斗学校的恶梦中获取的。在这个非自然场景的核心，安德发现了一个包含虫族女王的茧。几乎被安德消灭的虫族把种族的未来托付给了安德。通过虫族使用的通心术的交流，安德得以记述虫族的故事《虫族女王》。后来他通过和哥哥之间的超光速安塞波通讯，也记述了他的哥哥，当时统一了地球，但是垂垂老矣的彼得·维京的生平。 《虫族女王》和《霸主》都具有深刻的洞察力和令人眩晕的同情心，而且它们都是从自身的观点来叙述他们的理想、野心，以及他们的行为的意图的。安德在这两本书上署名“死者代言人”，而且其他人也赞同这样的方式，以至于死者代言人成为了一种信仰：死者代言人从死者的角度如实描述死者的一生。

## 影子系列
在《安德的游戏》的平行作品《安德的影子》中，安德虽然已经离开了地球，但是他的影子无处不在。彼得·维京和“比恩”（朱里安·戴尔菲科）经常将自己和安德比较以证明自己的正确性。

## 死者代言人系列
安德和他的姐姐瓦伦蒂·维京在宇宙中不断进行近光速旅行，寻找适合虫族复兴的星球。在大约三千年的旅程中，安德成为一个著名的死者代言人，而瓦伦蒂·维京成为了一个卓越的历史学家。安德最终到达了居住着另一个外星文明的卢西塔尼亚星，在这里找到了爱人和虫族复兴的环境，而且致力于建立种族之间的关系，以及阻止星际议会的种族灭绝的决议。安德在卢西塔尼亚星居住了30多年之后辞世，但是他的精神仍旧存在于意念之子们的心中。